# تومي لاين
تومي لاين (بالإنجليزية: Tom Layne) هو لاعب كرة قاعدة أمريكي، ولد في 2 نوفمبر 1984 في سانت لويس في الولايات المتحدة.

## وصلات خارجية
- تومي لاين على موقع دوري كرة القاعدة الرئيسي (الإنجليزية)
- تومي لاين على موقعبيزبول رفرنس.كوم (الدوري الرئيسي) (الإنجليزية)
- تومي لاين على موقعبيزبول رفرنس.كوم (الدوري الثانوي) (الإنجليزية)
- تومي لاين على موقع إي إس بي إن.كوم (أم.أل.بي) (الإنجليزية)
- تومي لاين على موقع مشجعي الرسوم البيانية (الإنجليزية)